# Fő tér (Szentendre)
A Fő tér Szentendre legismertebb látnivalója, egyben a város történelmi városmagjának középpontja. A tér neve korábban, a szocializmus idején Marx tér volt.

## Látnivalók a téren
- Szentendrei Képtár
- Blagovestenszka ortodox templom
- Kmetty Múzeum
- Pestiskereszt (más néven Kalmárkereszt)
- Kovács Margit Múzeum
- Templomdomb (a tér felett)

## Galéria

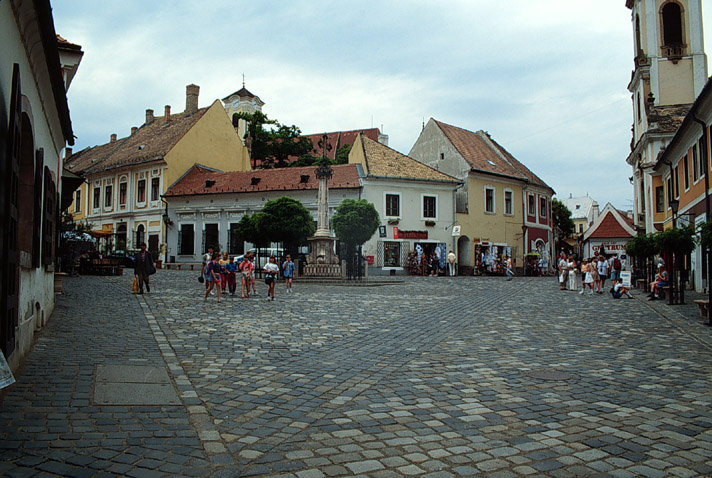
A tér a Dumtsa Jenő utca felől
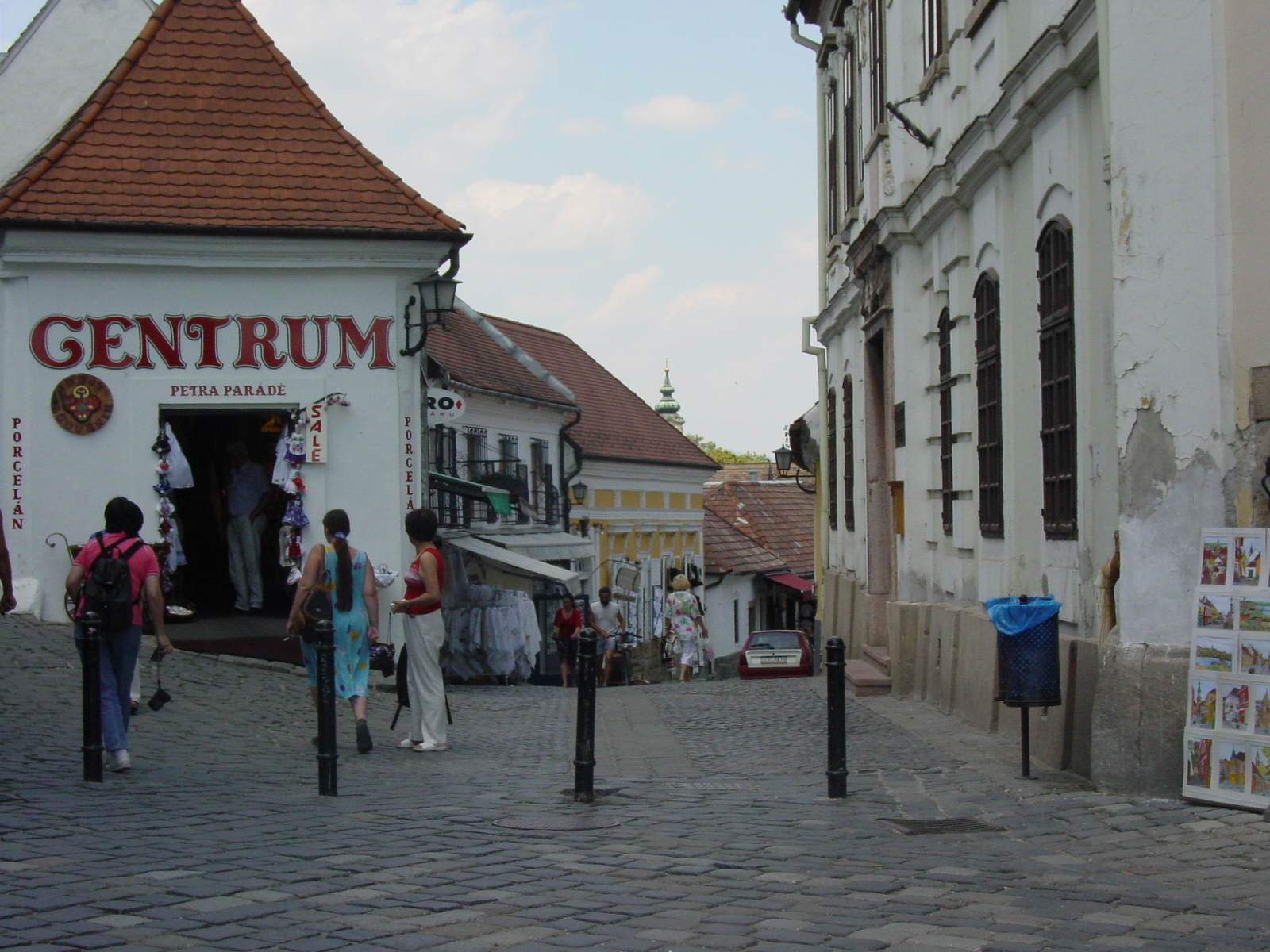
A Centrum fagyizó
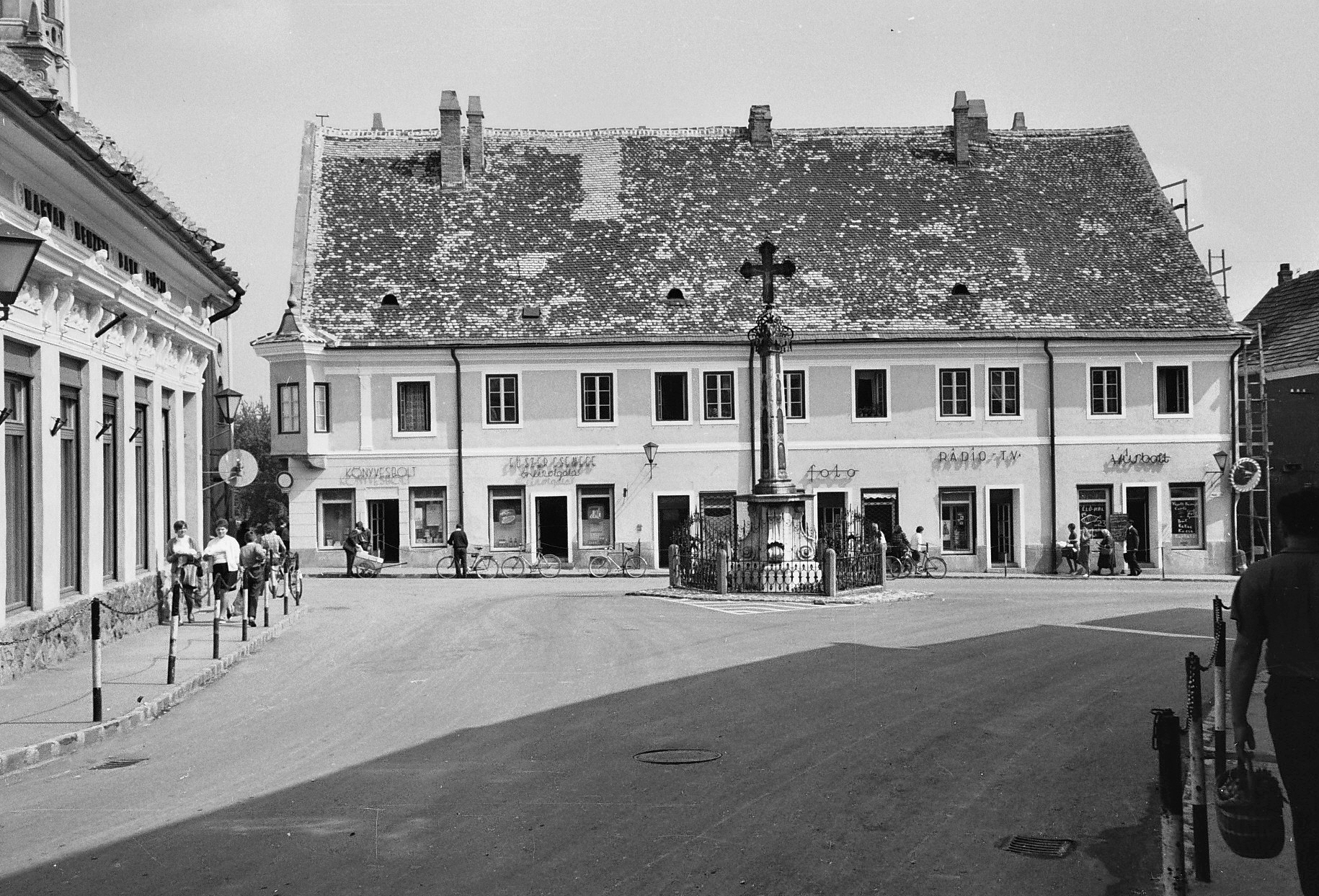
A tér régi fényképen
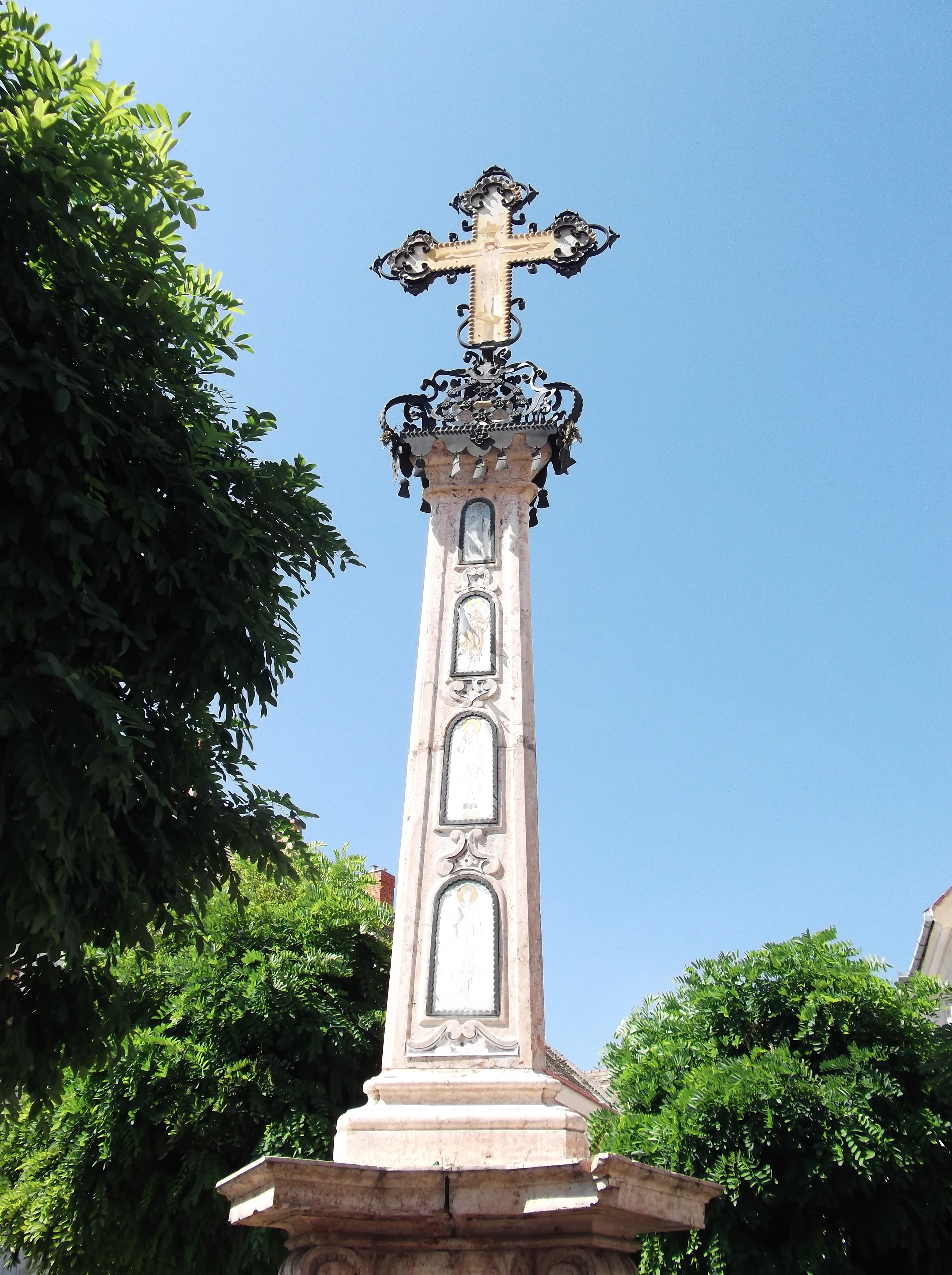
A Kalmárkereszt
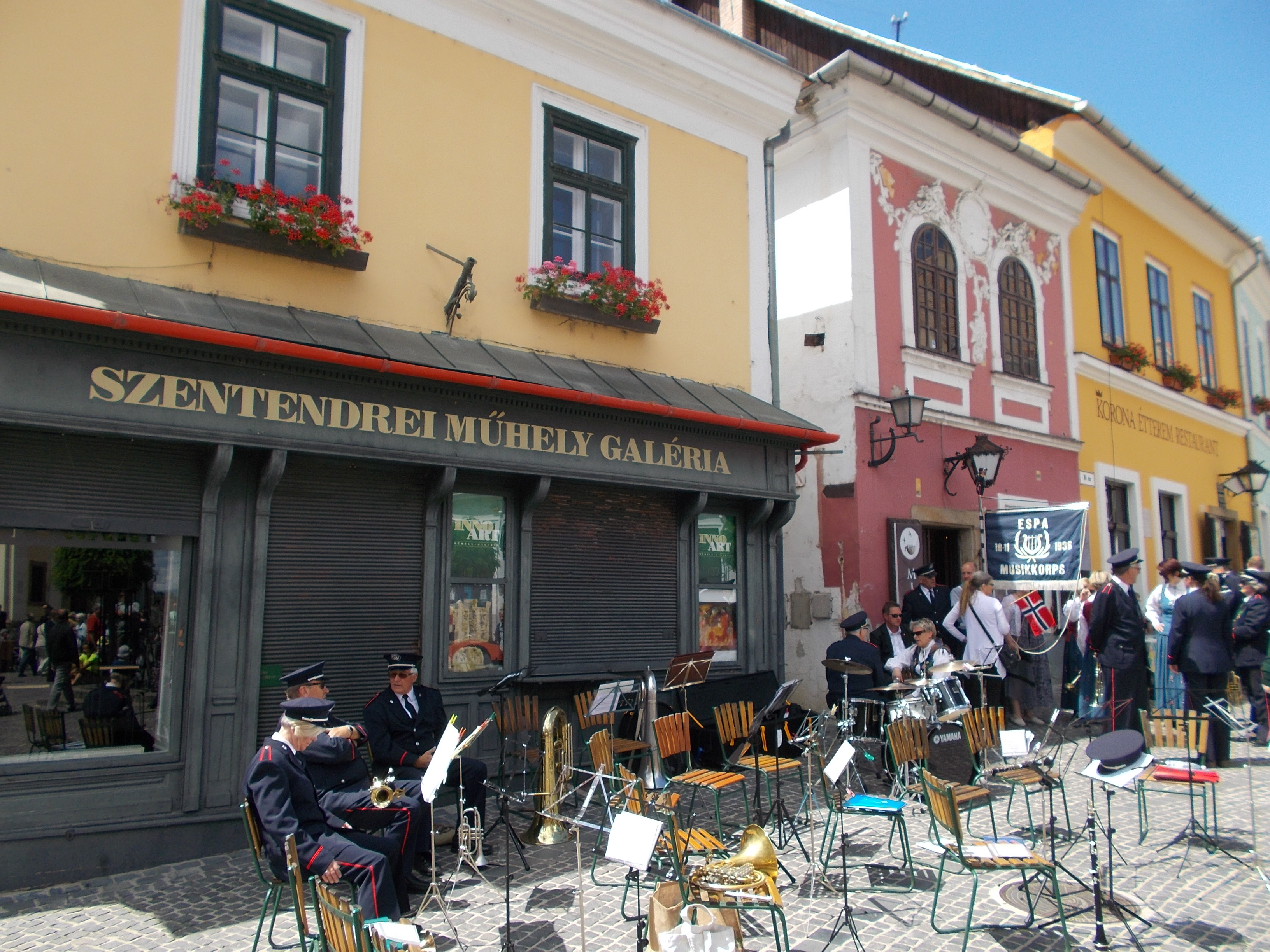
Barokk ház a főtéren